# Safari Off Road Adventure
Safari Off Road Adventure est un parc safari étendu sur 142 hectares, situé à Jackson, dans le New Jersey. Ouvert à l'origine comme un parc indépendant, à côté de Six Flags Great Adventure, sous le nom Six Flags Wild Safari, il a fermé ses portes le 30 septembre 2012 pour rouvrir en 2013 en intégrant le parc Six Flags Great Adventure.

## Histoire

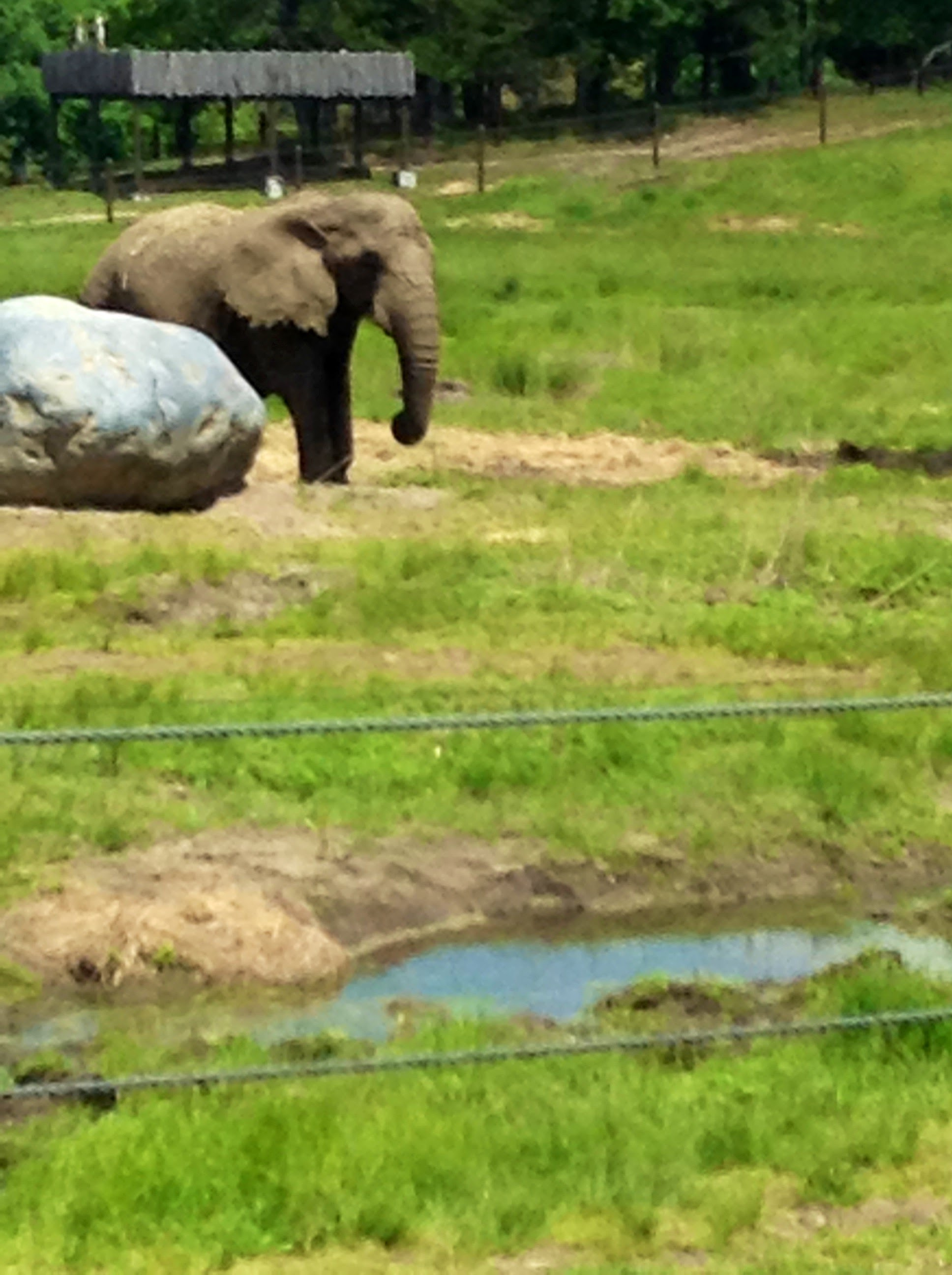
Éléphant de savane d'Afrique.

Six Flags Wild Safari a ouvert au public le 4 juillet 1974, avec son voisin Great Adventure. À son ouverture, le parc s'étend sur 1,4 km2 et la route principale mesure 7,2 km. Il est composé de 11 zones thématiques et abrite plus de 1200 animaux, de 80 espèces, venant de six continents différents.
Le 20 août 2012, Six Flags a annoncé que le parc serait fermé aux véhicules privés à partir du 30 septembre 2012 et que les animaux resteraient dans la réserve. Le 30 août 2012, Six Flags a annoncé qu'ils ouvriraient sous le nom Safari Off Road Adventure en 2013 et qu'il fusionnerai avec le parc Six Flags Great Adventure. Après les travaux de rénovation, Safari Off Road Adventure a ouvert le 25 mai 2013,, il devient alors le deuxième plus grand parc à thème au monde avec 1,92 k2, après Disney's Animal Kingdom,,,.
Depuis sa rénovation, Safari Off Road Adventure conserve les zones thématiques de Wild Safari. De plus, à mi-chemin de la visite, les passagers peuvent débarquer des véhicules dans une zone appelée Camp Aventura. Cette section du parc contient une grande partie de la collection d'oiseaux et de reptiles, tout en offrant aux visiteurs la possibilité de nourrir les girafes.